# Hwang Hong-chul
Hwang Hong-chul  (né le 27 février 1966) est un athlète sud-coréen, spécialiste du 400 mètres haies.

## Biographie
Il remporte la médaille d'or du 400 m haies lors des championnats d'Asie 1989, à New Delhi, et se classe par ailleurs deuxième des Jeux asiatiques de 1990.
Il détient le record de Corée du Sud du 400 m haies en 49 s 80, établi le 10 juin 1990 à Séoul.

### Palmarès
| Date | Compétition         | Lieu      | Résultat | Épreuve     | Performance |
| ---- | ------------------- | --------- | -------- | ----------- | ----------- |
| 1989 | Championnats d'Asie | New Delhi | 1er      | 400 m haies | 50 s 29     |
| 1990 | Jeux asiatiques     | Pékin     | 2e       | 400 m haies | 50 s 24     |

### Records
| Épreuve     | Performance | Lieu  | Date         |
| ----------- | ----------- | ----- | ------------ |
| 400 m haies | 49 s 80     | Séoul | 10 juin 1990 |